# Gerhard II av Eppstein
Gerhard II av Eppstein, död 25 februari 1305, var ärkebiskop av Mainz 1288-1305.
Gerhard II genomdrev Adolf av Nassaus kungaval, förorsakades dennes avsättning och kung Albrekts val. Han stred sedan även mot Albrekt.